# Wavrille
Wavrille település Franciaországban, Meuse megyében. Lakosainak száma 48 fő (2022. január 1.). Wavrille Consenvoye, Damvillers, Étraye és Moirey-Flabas-Crépion községekkel határos.

## Népesség
A település népessége az elmúlt években az alábbi módon változott:
| Lakosok száma | 60   | 41   | 46   | 44   | 47   | 51   | 51   | 51   | 50   | 48   |
|               | 1968 | 1990 | 2006 | 2011 | 2015 | 2016 | 2018 | 2019 | 2021 | 2022 |